# Westinghouse Electric Corporation
Westinghouse Electric Corporation (по-късно CBS Corporation) е американска производствена компания, основана през 1886 г. от Джордж Уестингхаус. Първоначално се е наричала Westinghouse Electric & Manufacturing Company, а през 1945 г. е преименувана на Westinghouse Electric Corporation. Компанията купува телевизионната мрежа CBS през 1995 г. и е преименувана на CBS Corporation, докато не е купена от Viacom през 1999 г. Сливането завършва през април 2000 г. Названието CBS Corporation по-късно повторно е използвано за една от двете компании, появили се в резултат от разделянето на Viacom през 2005 г.
Търговските марки на Westinghouse принадлежат на Westinghouse Electric Corporation и по-рано са били част от Westinghouse Licensing Corporation. Компанията Westinghouse Electric Company, занимаваща се с атомна енергетика, е отделена от Westinghouse Electric Corporation през 1999 г.

## История

### Началото
Westinghouse Electric е основана от Джордж Уестингхаус в Питсбърг, Пенсилвания, на 8 януари 1886 г. Надграждайки постиженията в областта на променливия ток в Европа, фирмата разработва електрическата инфраструктура за променлив ток в Съединените щати. Най-големите фабрики на компанията са разположени в Източен Питсбърг, Пенсилвания, Лестър, Пенсилвания [12] и Хамилтън, Онтарио, където се произвеждат турбини, генератори, двигатели и комутационни съоръжения за генериране, пренос и използване на електричеството. [13] Освен Джордж Уестингхаус, за компанията в началото работят и Франк Конрад (създал първата радиоразпръсквателна служба), Бенджамин Гарвър Ламе (усъвършенства асинхронен двигател по патентите на Никола Тесла и разработва гигантските генератори за електроцентралата на Ниагарския водопад), Берта Ламе (първата жена инженер в Съединените щати), Оливър Б. Шаленбъргер (изобретател на електромера), Уилям Стенли (построява първия далекопровод – пълна високоволтова система за пренос на електроенергия), Никола Тесла, Степан Тимошенко (учен с основни приноси към теория на еластичността) и Владимир Зворикин.
В началото Westinghouse е съперник на електрическата компания на Томас Едисон, а по-късно – и на General Electric.

### 1990-те
През 1990 г. Уестингхаус претърпява сериозен неуспех, като губи над един милиард долара поради лоши заеми с висок риск и висока лихва, отпуснати от нейното кредитно подразделение на Westinghouse Credit Corporation.
В опит да се съживи корпорацията, започва реструктуриране, което да реализира потенциала в радиоразпръсквателната индустрия. Westinghouse намалява броя на служителите в някои традиционни дейности и купува нови мрежи – Infinity Broadcasting, TNN, CMT, American Radio Systems и правата за излъчване на NFL. Тези инвестиции струват на компанията над петнадесет милиарда долара и Westinghouse продава много други дейности, включително подразделенията си за отбранителна електроника, измерване и управление на натоварването в електромрежите.
Westinghouse купува CBS Inc. през 1995 г. за 5,4 млрд. щ.д. Фирмата променя името си и става CBS Corporation през 1997 г. Също през 1997 г. бизнес звеното за производство на електроенергия със седалище в Орландо, Флорида, е продадено на Siemens AG от Германия. Година по-късно CBS продава целия си бизнес с ядрена енергия на British Nuclear Fuels Limited (BNFL). Във връзка с тази продажба определени права за използване на търговските марки на Westinghouse са предоставени на новосформираното дъщерно дружество на BNFL, Westinghouse Electric Company. Тази компания е продадена на Toshiba през 2006 г.

## Патенти
През XX век инженерите и учените на Westinghouse са получили повече от 28 000 патента в САЩ, на трето място по този показател сред всички компании.